# Timberjack
Timberjack ja ameriški proizvajalec gozdarskih strojev kot so podiralniki dreves, forvarderji in skiderji. Podjetje je bilo ustanovljeno v 1950ih, ko sta Wesley Maggill in Robert Simons skupaj zasnovala traktor z vitlom.
Timberjack je od leta 2000 dalje podružnica korporacije John Deere.